# V369 Возничего
V369 Возничего (лат. V369 Aurigae) — одиночная переменная звезда в созвездии Возничего на расстоянии (вычисленном из значения параллакса) приблизительно 10607 световых лет (около 3252 парсеков) от Солнца. Видимая звёздная величина звезды — от +14m до +13m.

## Характеристики
V369 Возничего — красная пульсирующая полуправильная переменная S-звезда (SR) спектрального класса S. Эффективная температура — около 3286 K.